# Storhån (Tännäs socken, Härjedalen, 690885-134124)
Storhån är en sjö i Härjedalens kommun i Härjedalen och ingår i Dalälvens huvudavrinningsområde. Sjön har en area på 0,132 kvadratkilometer och ligger 750,2 meter över havet. Sjön avvattnas av vattendraget Stor-Fjätan.

## Delavrinningsområde
Storhån ingår i det delavrinningsområde (690856-134049) som SMHI kallar för Utloppet av Storhån. Medelhöjden är 791 meter över havet och ytan är 2,09 kvadratkilometer. Räknas de 6 avrinningsområdena uppströms in blir den ackumulerade arean 25,37 kvadratkilometer. Stor-Fjätan som avvattnar avrinningsområdet har biflödesordning 3, vilket innebär att vattnet flödar genom totalt 3 vattendrag innan det når havet efter 519 kilometer. Avrinningsområdet består mestadels av skog (56 procent) och kalfjäll (37 procent). Avrinningsområdet har 0,13 kvadratkilometer vattenytor vilket ger det en sjöprocent på 6,3 procent.